# Mogalakwena Local Municipality
Mogalakwena (englisch Mogalakwena Local Municipality) ist eine Lokalgemeinde im Distrikt Waterberg der südafrikanischen Provinz Limpopo. Der Sitz der Gemeindeverwaltung befindet sich in der Stadt Mokopane. Andrina Matsemela ist die Bürgermeisterin.
Das Territorium befindet sich im Waterberg-Gebirge. Im Makapan’s Valley gibt es mehrere paläontologische und archäologische Fundstellen, daher hat die Talregion den Status des Nationalen Kulturerbes verliehen bekommen.

## Städte und Orte
- Bakenberg
- GaMapela
- Lekalakala
- Mahwelereng
- Mokopane (ehemals Potgietersrus)
- Sekgakgapeng
- Tshamahansi

## Bevölkerung
Im Jahr 2011 hatte die Gemeinde 307.682 Einwohner. Davon waren 96,1 % schwarz 3 % weiß. Erstsprache war zu 73,1 % Sepedi, zu 9,1 % Xitsonga, zu 6,6 % isiNdebele, zu 3,1 % Afrikaans, zu 2,2 % Sesotho, zu 1,4 % Englisch, zu 0,9 % Setswana und zu 0,8 % isiZulu.